# سبک یانگ تای چی
سبک یانگ تای چی (چینی: 楊氏太极拳; پین‌یین: Yángshì tàijíquán) یکی از پنج خانواده اصلی هنر رزمی تای چی چوان است در حال حاضر این سبک محبوب ترین و پرکاربردترین سبک تای چی در جهان است.

## تاریخچه
خانواده یانگ برای اولین بار در اوایل قرن نوزدهم به مطالعه هنر رزمی تای چی پرداختند. بنیانگذار سبک یانگ در تای چی، یانگ لوچان بود که از سال 1820 زیر نظر چن چانگ شینگ تحصیل کرد. یانگ به انتخاب خود معلم شد سبک ابداعی او در تای چی، به سبک یانگ مشهور شد؛ این سبک مستقیماً منجر به توسعه سه سبک اصلی دیگر در تای چی شد. یانگ لوچان با استخدام شدن توسط خاندان امپراتوری چین به عنوان معلم تای چی در گارد سلطنتی در سال 1850 به شهرت رسید. موقعیت او به عنوان معلم هنرهای رزمی تا زمان مرگش حفظ شد.
1. ↑  "History of Tai Chi Chuan". taichi-horwood.com (به انگلیسی). Retrieved 2019-12-28.
2. ↑  "Yang Family Tai Chi Chuan Association". yangfamilytaichi.com. Archived from the original on May 8, 2017. Retrieved December 24, 2009.